# 볼라마
볼라마(포르투갈어: Bolama)는 기니비사우 볼라마 주의 주도로, 인구는 10,014명(2008년 기준)이다. 비사고스 제도에 위치하며 기니비사우의 대륙 지방과 접한다. 맹그로브 습지에 둘러싸여 있고 캐슈너츠가 많이 재배된다.

## 갤러리
- 볼라마 거리
- 거리 뷰
- 전 관리사무소